# Resolució 855 del Consell de Seguretat de les Nacions Unides
La Resolució 855 del Consell de Seguretat de les Nacions Unides fou adoptada el 9 d'agost de 1993. Després de reafirmar les resolucions de les Nacions Unides per acabar amb el conflicte a l'antiga Iugoslàvia i escoltar les representacions de l'Organització per a la Seguretat i la Cooperació a Europa (OSCE) i la República Federal de Iugoslàvia (Sèrbia i Montenegro), el Consell convida a Sèrbia i Montenegro a reconsiderar el seu rebuig a permetre les missions de l'OSCE al seu territori.
Les missions de l'OSCE foren assenyalar com un exemple de diplomàcia preventiva que havia contribuït enormement a promoure l'estabilitat i contrarestar el risc de violència a Kosovo, Sandžak i Vojvodina. El Consell estava decidit a evitar qualsevol extensió del conflicte a l'antiga Iugoslàvia i concedeix importància a la comunitat internacional que vigilés la situació a Kosovo, Sandžak i Vojvodina.
Exhortant a Sèrbia i Montenegro a reconsiderar la seva decisió, va recomanar la cooperació amb l'OSCE de manera que es poguessin adoptar mesures per reprendre el control i acceptar un augment del nombre d'observador. La resolució va concloure demanant a les autoritats de Sèrbia i Montenegro que vetllin per la seguretat i seguretat dels observadors i els permetés l'accés sense obstacles necessari per completar la seva missió.
La resolució 855 va ser aprovada per 14 vots contra cap, amb una abstenció de la República Popular de la Xina.